# هالة الحديدي
هالة الحديدي (1 يونيو 1946  -) هي إذاعية مصرية.

## حياتها ونِشأتها
مواليد 6 يناير سنة 1964 بالقاهرة، حاصلة على البكالوريوس في كلية الاقتصاد والعلوم السياسية جامعة القاهرة سنة 1969، وأبنة عم لميس الحديدي
وزوجة الأعلامي والاديب فاروق شوشة.

## مسيرته
شغلت العديد من المناصب الهامة خلال فترة حياتها المهنية، عملت كمذيعة في البرنامج الموسيقي بنظام القطعة عام 1968، وعينت بعدها مذيعة في البرنامج العام عام 1970، وشغلت منصب إدارة المذيعين، ومديراً عاماً لرئيس شبكة البرنامج العام وغيرها.

## مناصب
تولت هالة الحديدي خلال فترة حياتها المهنية العديد من المناصب الإذاعية والإعلامية الهامة، وكان لشخصيتها القوية ونجاحها الباهر دوراً كبيراً فيما حصلت عليه من مناصب وخبرات علمية وعملية، ومن أهم المناصب التي شغلتها ما يلي:
- عملت كمذيعة في البرنامج الموسيقي بنظام القطعة عام 1968[10]
- عينت مذيعة بالبرنامج العام في 4 فبراير 1970.
- مدير إدارة المذيعين .
- مديرًا عامًا للتنفيذ .
- نائبا لرئيس شبكة البرنامج العام .
- رئيسًا لشبكة البرنامج العام في مارس عام 2001.
- نائبا لرئيس شبكة البرنامج العام .
- رئيسًا لشبكة البرنامج العام في مارس عام 2001.
- نائبا لرئيس الإذاعة عام 2002.